# Casshern
Casshern (jap. キャシャーン, Kyashān) ist eine Realverfilmung basierend auf der 1973 erschienenen japanischen Anime-Serie Shinzō Ningen Casshern, die im Jahr 2008 durch Casshern Sins neu verfilmt wurde. Die Handlung wurde dabei nur in groben Zügen übernommen, um sie in Spielfilmlänge präsentieren zu können. Der Film wurde in Deutschland erstmals am 3. August 2005 im Rahmen des Fantasy Filmfests gezeigt.
Wie Sky Captain and the World of Tomorrow oder Sin City verwendet der Film die Digital-Backlot-Technik, bei der die Schauspieler vor einem Greenscreen gefilmt werden und die Hintergründe so über den gesamten Film hinweg digital eingefügt wurden. Dadurch wird der Manga/Anime-Stil unterstrichen.

## Handlung
Nach einem 50 Jahre währenden Krieg besiegt die Großasiatische Republik schließlich die Europäische Union, vereinzelte Rebellen ausgenommen. Doch viel mehr als ein umkämpftes Schlachtfeld ist nicht mehr übrig (andere Länder bzw. Kontinente werden nicht erwähnt). Die Überlebenden sind großteils todkrank und dringend muss eine Lösung für deren Probleme her. Dem Forscher Dr. Azuma gelingt dabei der Durchbruch. Mithilfe von Gentechnik ist er in der Lage, menschliche „Ersatzteile“ aus sogenannten Neo-Zellen zu erschaffen – erkrankte Organe könnten ohne Spender ersetzt werden. Als die Regierung die Finanzierung seiner Projekte verweigert, mit denen er nicht zuletzt versucht, seine sterbende Frau Midori zu retten, nimmt er verzweifelt die Geldmittel einer militärischen Organisation an. Diese plant seine Idee aufzugreifen und Supersoldaten zu generieren.
Währenddessen treibt es seinen rebellischen Sohn Tetsuya, gegen den Willen seines Vaters, als Freiwilligen zum Militärdienst an die kämpfende Front, von wo er nach einem Jahr als Leichnam zu seinen trauernden Eltern sowie seiner traumatisierten Verlobten Luna zurückkehrt. Kurz vor der Beisetzung Tetsuyas kommt es in dem fremdfinanzierten Forschungszentrum durch einen Blitzeinschlag zu einem Unfall, durch den aus der erschaffenen genetischen Nährlösung mutierte Neo-Menschen entstehen. Die Regierung bzw. das Militär exekutiert die "Störfälle" sofort, die versuchen zu entkommen, und verfolgt die Flüchtenden. Einige Neo-Menschen flüchten in dem Wagen, in dem Midori auf dem Weg zum Leichnam ihres Sohnes war, der vor dem Forschungszentrum aufgebahrt ist.
Dr. Azuma bekommt mit, dass seine Frau entführt wurde. Er taucht seinen toten Sohn in die gleiche Nährlösung, aus der zuvor die Neo-Menschen emporstiegen, um ihn wiederzubeleben. Luna und ihr Vater, der mit Dr. Azuma befreundete Wissenschaftler Dr. Kozuki, wohnen der "Wiedererweckung" Tetsuyas bei.
Dr. Kozuki entwickelt eine hochmoderne, neuartige Rüstung, um Tetsuyas Muskeln zu stabilisieren, die seinen Körper durch unkontrolliertes Wachstum zerreißen würden, und ihn zu einem stärkeren Kämpfer werden zu lassen.
Die wenigen verbliebenen Vertreter der neuen Rasse fliehen derweil über die Berge und finden in einer vom langen Krieg gezeichneten und größtenteils entvölkerten Landschaft ein Gebäude mit Waffen und Technik, in der ihr Anführer die Elimination ihrer Brüder verurteilt und Rache an der Menschheit schwört. Sie nennen sich nun selbst "Neo Sapiens" und rüsten eine Roboter-Armee aus, mit der sie die Städte der Menschen angreifen.
Wissenschaftler, Roboteringenieure, Nuklearphysiker und Waffenspezialisten werden von den Neo Sapiens entführt, um in deren Roboterfabriken zu arbeiten. Einer von ihnen ist Dr. Kozuki, der von einem weiblichen und einem verkrüppelten Neo Sapiens entführt werden soll. Der verkrüppelte Neo Sapiens erkennt Luna wieder, die ihm zu seiner Flucht verholfen hatte. Bevor die Neo Sapiens mit Dr. Kozuki verschwinden können, erwacht Tetsuya und verletzt im Kampf den weiblichen Neo Sapiens. Die beiden Neo Sapiens flüchten. Der sterbende Dr. Kozuki prophezeit, dass Tetsuya für eine höhere Bestimmung vorgesehen ist. Die Neozellen und die neuartige Rüstung verleihen Tetsuya übernatürliche Kräfte, die es ihm erlauben, nach seiner Mutter zu suchen.
Als Tetsuya und Luna fliehen und an einem See rasten, fällt sie durch Kontamination in Ohnmacht. Ein Mann taucht auf und nimmt beide mit in sein Dorf, in dem Tetsuya vor seinem Tod ebenfalls kämpfte. Dort erzählt ihm der Arzt, dass das Dorf einst in Frieden und Wohlstand lebten, weil sie an Casshern glaubten. Wegen Grenzstreitigkeiten mit dem Nachbarn verloren sie allerdings das Vertrauen.
Soldaten greifen das Dorf an. Tetsuya hält einen Soldaten davon ab, einen Jungen zu töten und fragt ihn, warum sie dieses Dorf angreifen. Er meint, dass er nur Befehle ausführt und Tetsuya ein Deserteur wäre. Er wird vom Arzt getötet, der Tetsuya fragt, ob dieser das Dorf beschützen könne.
Der zweite der vier Neo Sapiens taucht ebenfalls auf und will Tetsuya für den Tod des weiblichen Neo Sapiens zur Rechenschaft ziehen. Während des Kampfes werden einige Dorfbewohner von den Soldaten entführt, darunter auch Luna, der der zurückgebliebene Neo Sapiens in den Container gefolgt ist. Tetsuya wird von Lunas Verschleppung abgelenkt und will sie verhindern. Als sich hinter ihm das Tor zur Stadt schließt, will der Neo Sapiens die Stadt zur Rechenschaft ziehen, was Tetsuya hört und woraufhin er zurückkehrt. Er bittet ihn bei einem Sieg, der Stadt zu helfen. Der Neo Sapiens stellt sich als Barashin vor, woraufhin sich Tetsuya Casshern nennt. Beide fügen sich tödliche Verletzungen zu. Barashin sieht, wie auch der verstorbene weibliche Neo Sapiens, vor seinem Tod ein Bild des Friedens, mit dem er vergibt.
Die Container docken auf einem Zug an, in dem die Menschen von Soldaten erschossen werden. Der Neo Sapiens flieht mit Luna aus dem Container in einen angrenzenden. Er wird dabei tödlich verletzt, sie werden aber von Dr. Azuma gerettet und gehen in das Forschungslabor, in dem die Neo Sapiens entstanden sind, als der Blitz einschlug.
Während Dr. Azuma mit einer Waffe bedroht wird, am Neo Sapiens Experimente zu machen, um das Ziel zu erreichen, zerfällt der Blitz und Tetsuya aka Casshern fällt vom Himmel. Der Anführer der Neo Sapiens erscheint mit seiner Roboterarmee und nimmt Tetsuya/Casshern als seinen Bruder mit, begleitet von Luna, die den zurückgebliebenen Neo Sapiens stützt; dieser stirbt dann, sein Bild von Harmonie und Frieden vor Augen, neben Luna und dem Anführer. Tetsuya sieht seine Mutter.
Als der Anführer der Neo Sapiens in der letzten Schlacht Mensch gegen Maschine dem Commander gegenübersteht, gibt dieser zu, dass die Neo Sapiens menschlich sind und keine Erzeugnisse von Dr. Azumas Neo-Zell-Forschung. Die Neo Sapiens seien die Vorfahren der Menschen, denn in Eurasien, Zone 7, dem Rest der ethischen Säuberung, begann die Zivilisation. Der Commander gibt zu, dass die Forschung nur wegen der Gier nach längerem Leben für seinen Vater bestand.
Tetsuya will die Bombe aufhalten, die der Neo Sapiens losgeschickt hat und schafft es nicht. Er erinnert sich, dass er die Frau des Neo Sapiens Anführers getötet hat, als die Bombe hochgeht. Der Commander löst eine Handgranate aus.
Als Tetsuya wieder "zurückkommt", will sein Vater die Mutter mit nach Hause nehmen, weil sie "Behandlung benötigt". Tetsuya will eine Wiederbelebung verhindern. Daraufhin erschießt Dr. Azuma Luna.

## Konzeption
Als sogenannter Live-Action-Anime verwendet Casshern einige optische Mittel, die dem Anime-Stil entlehnt sind. So werden beispielsweise Speedlines eingesetzt um die Bewegungen noch dynamischer wirken zu lassen. Aber auch die Kamera bewegt sich sehr frei im Raum wie es bei gezeichneten Animes problemlos möglich ist.
Das Design der Charaktere wurde gegenüber dem Original stark überarbeitet. Als Anspielung liegt der weiße Helm, der in der Originalserie Shinzō Ningen Casshern verwendet wurde, in der Mitte eines Regals in Dr. Kozumis Labor. Neben solchen Dingen lassen sich auch zahlreiche Schriftzüge unterschiedlichen Ursprungs auffinden, unter denen sich auch deutsche, in Fraktur geschriebene Sätze wie „Zur Erinnerung an meine verstorbene Frau“ und „Für alle Soldaten“ befinden. Die digitalen Kulissen und Architekturhintergründe zitieren europäische Architekturvorbilder, die unter anderem Elemente russischer Revolutionsarchitektur, des italienischen Faschismus und des nationalsozialistischen Deutschland aufgreifen.

## Kritiken
„Realfilm-Adaption eines Anime aus den 1970er-Jahren mit beachtlichen Spezialeffekten. Hauptmanko ist, dass der Film seine Ideenflut kaum kanalisieren kann: Er schneidet viele Themen an (Terrorismus, Faschismus, Erlösungsmythen, friedliche Koexistenz), ohne eines zu vertiefen.“